# Điện cực hydro tiêu chuẩn
Điện cực hydro tiêu chuẩn hay SHE (Standard hydrogen electrode) hay còn được gọi là điện cực hydro thông thường hay NHE là loại điện cực có cấu tạo đặc biệt, điện thế điện cực của nó được dùng làm tiêu chuẩn để xác định điện thế điện cực của các điện cực khác.
Điện cực hydro tiêu chuẩn có điện thế điện cực tuyệt đối là 0,41 ± 0,02 V ở 25 °C.
Trong mạch điện hóa, điện cực hydro tiêu chuẩn được mắc vào mạch với vai trò là điện cực so sánh. Điện thế của nó được quy ước bằng 0V ở 25oC, dung dịch có hoạt độ H+bằng 1, áp suất 1 atm.

## Cấu tạo
Bán phản ứng khử của điện cực hydro như sau:
2H+(aq) + 2e- → H2(g)
Phản ứng trên xảy ra trên điện cực bạch kim (thực ra là điện cực titan phủ muội bạch kim), dung dịch có hoạt độ H+bằng 1.
Phương trình Nernst được viết trong trường hợp này như sau:
{\displaystyle E={RT \over F}\ln {a_{H^{+}} \over (p_{H_{2}}/p^{0})^{1/2}}}
or
{\displaystyle E=-{2.303RT \over F}pH-{RT \over 2F}\ln {p_{H_{2}}/p^{0}}}
Trong đó:
- aH+ là hoạt độ của ion hydro, aH+=fH+ CH+ /C0
- pH2 là áp suất của khí hydro pascals, Pa
- R là hằng số khí lý tưởng
- T là nhiệt đô kelvins
- F là hằng số Faraday (điện tích của mỗi phân tử hydro phóng điện), bằng 9.6485309*104 C mol−1
- p0 là áp suất chuẩn 105 Pa

## Điện cực bạch kim
Điện cực bạch kim được sử dụng là loại điện cực titan được mạ một lớp bạch kim rất xốp (bạch kim đen). Diện tích bề mặt điện cực được tăng lên một cách đáng kể. Điện cực bạch kim được sử dụng trong trường hợp này bởi vì nó cho quá thế thoát hydro nhỏ nhất và mật độ dòng trao đổi khá nhỏ

cấu tạo điện cực SHE

## Cấu tạo
1. Điện cực bạch kim
2. Đường dẫn khí hydro
3. Dung dịch axit hoạt độ bằng 1
4. Đường thoát hydro
5. Cầu muối